# 小行星5165
小行星5165（5165 Videnom）是一颗围绕太阳公转的小行星。1985年2月11日，波爾·延森在霍尔拜克发现了此天体。
这颗小行星的绝对星等为351.69662等。